# Яжевки (Лунинецкий район)
Яжевки (бел. Яжаўкі́) — деревня в Лунинецком районе Брестской области Беларуси. В составе Дворецкого сельсовета.

## География
Пролегает дорога Н-32. Западнее деревни расположен железнодорожный остановочный пункт Яжевки.
Ближайшие населённые пункты Лунинец, Сосновка, Язвинки и др.

## История
Первое письменное упоминание о деревне из метрической книги: 30 августа 1756 года ...
В 1908 году в Кожан-Городецкой волости Пинского уезда Минской губернии.
До 11 августа 1980 года деревня входила в состав Язвинского сельсовета Лунинецкого района Пинской области.

## Население

### Численность
- 2009 год — 496 жителей

### Динамика
- 1908 год — 336 жителей, 49 дворов[2]
- 1999 год — 459 жителей (перепись населения)
- 2009 год — 496 жителей (перепись населения)[2]
- 2019 год — 403 жителей (перепись населения)

## Галерея

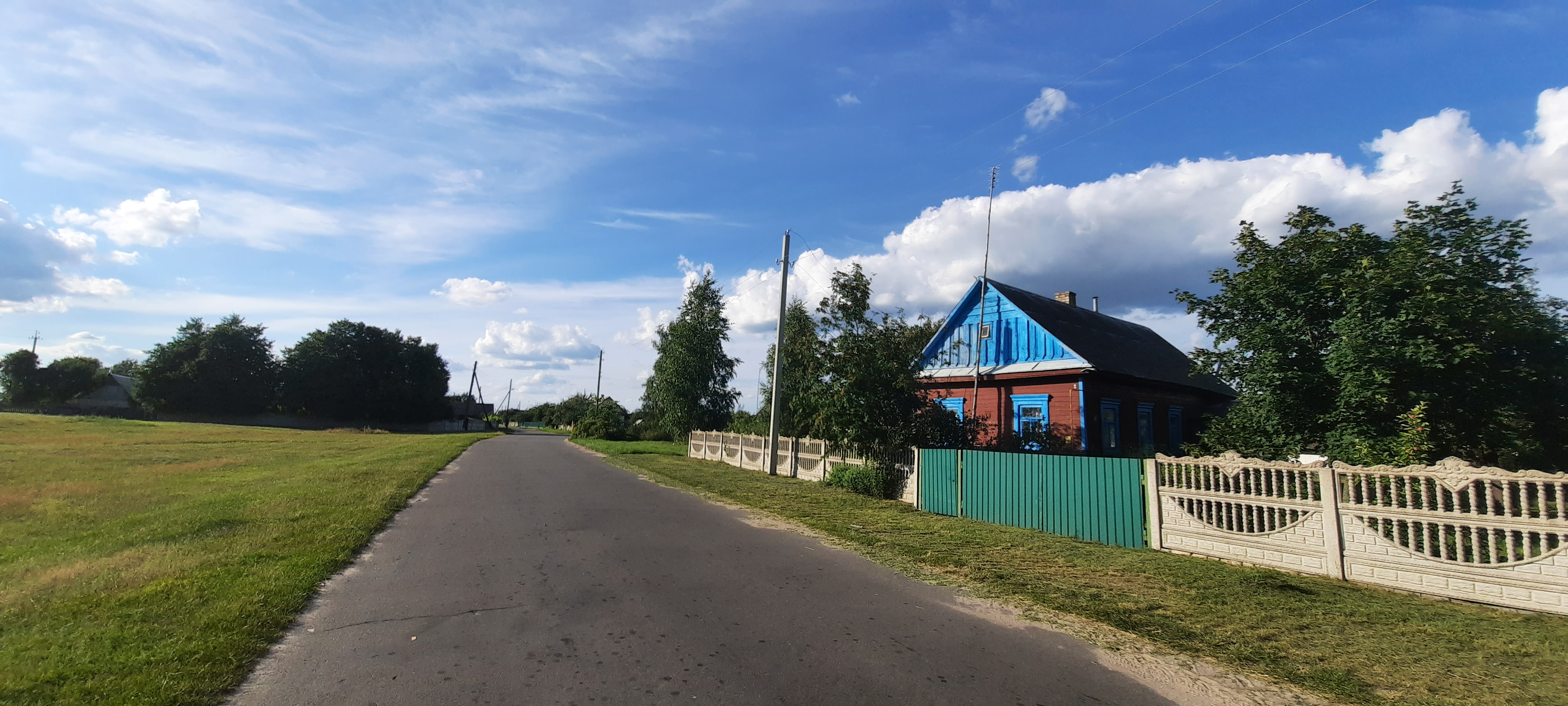
Панорама
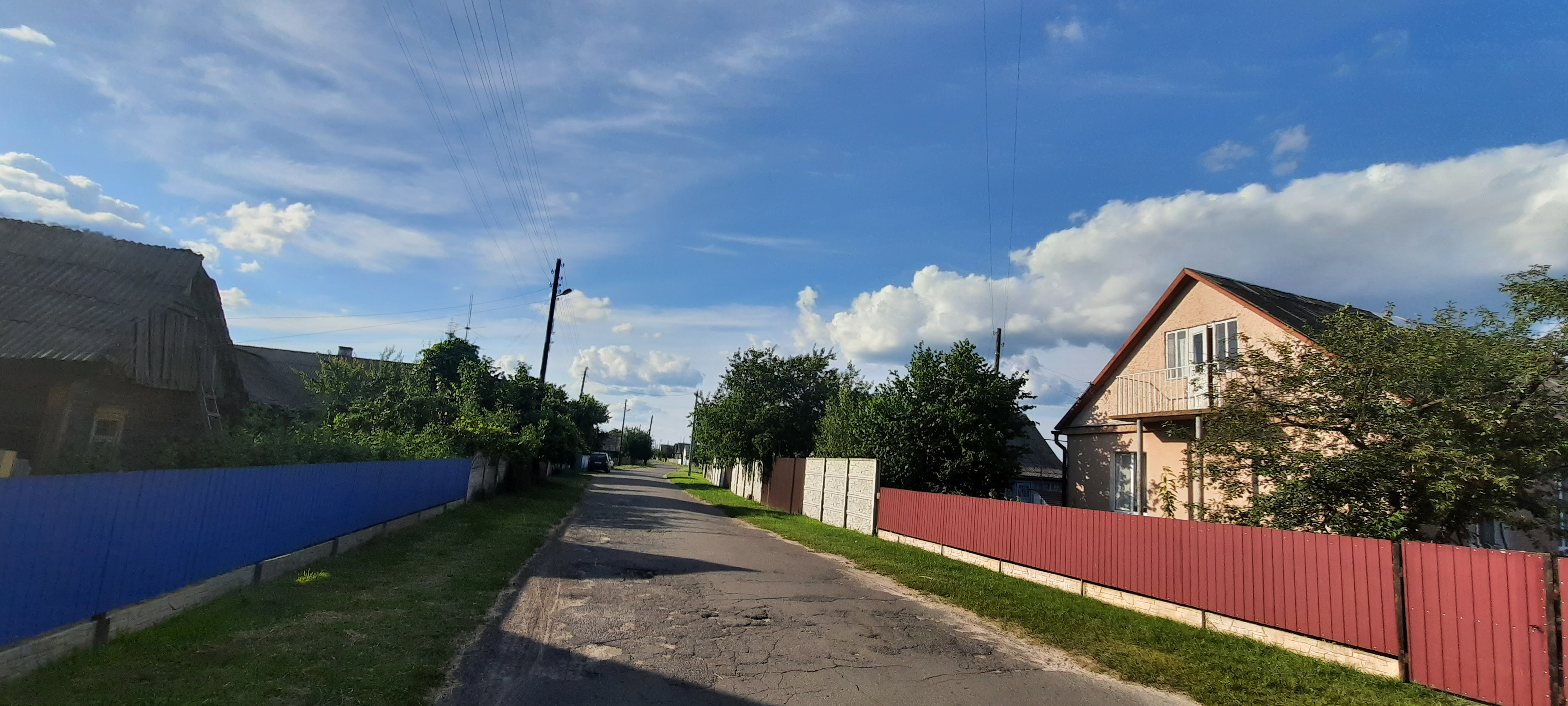
Панорама
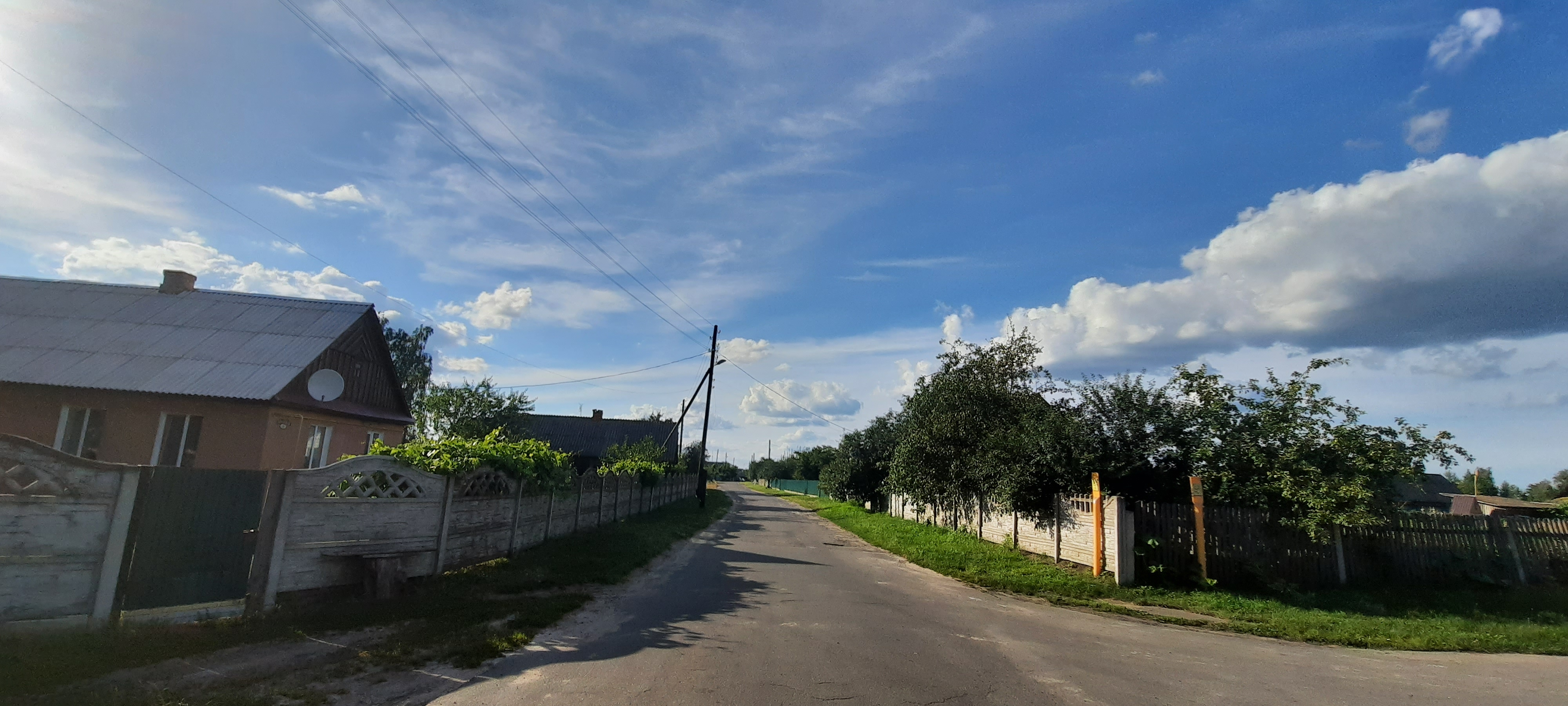
Панорама
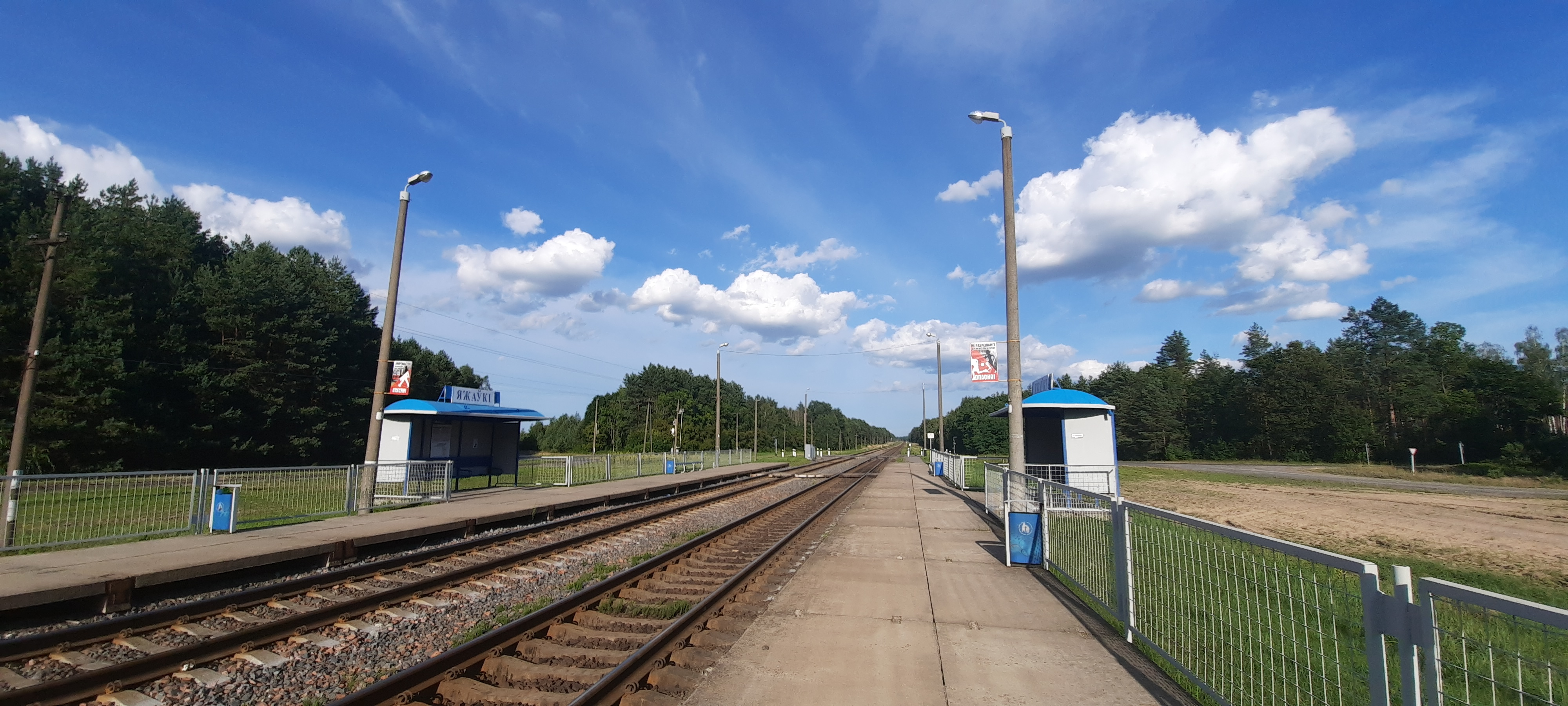
Ж/д остановочный пункт Яжевки
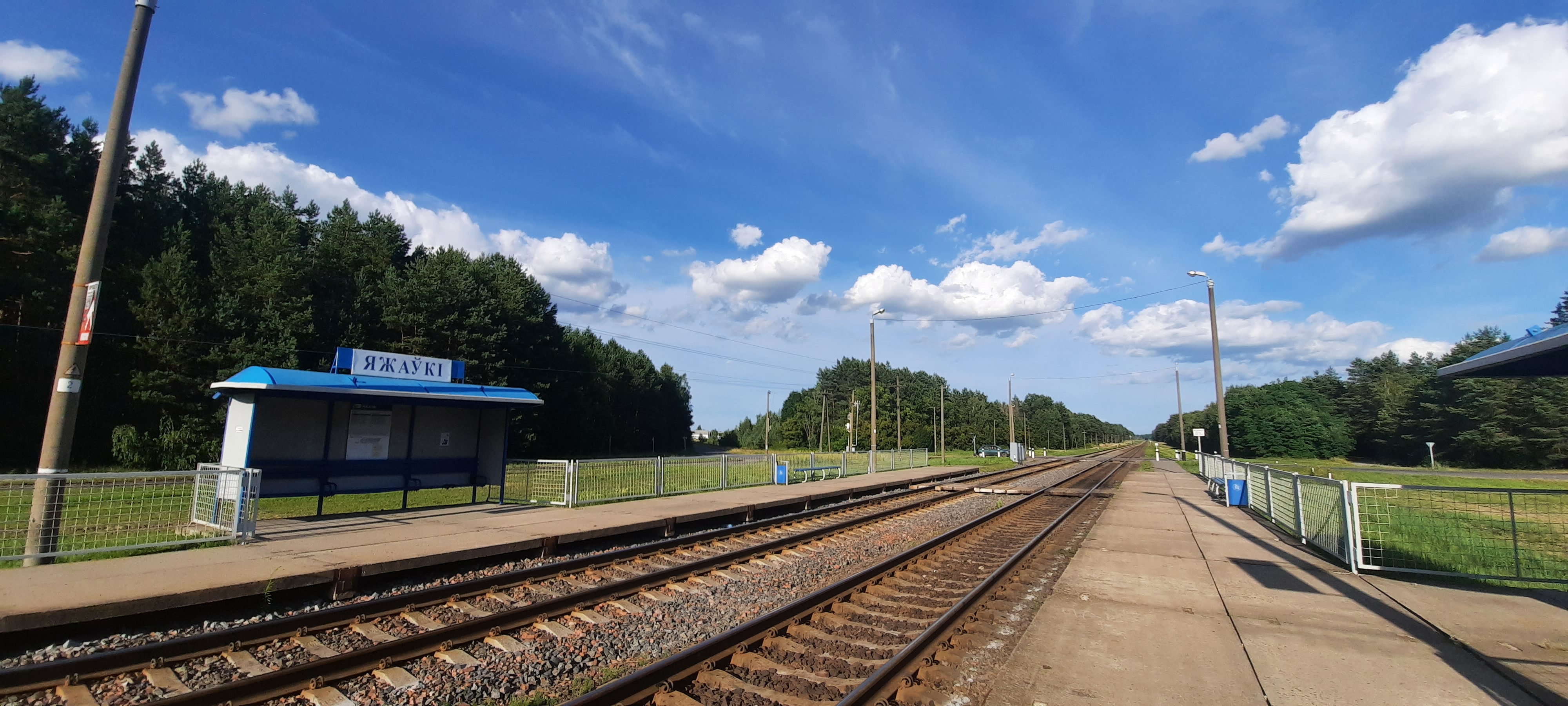
Ж/д остановочный пункт Яжевки